# Park Jin-joo
Park Jin-joo (en hangul, 박진주; nacida el 24 de diciembre de 1988) es una actriz surcoreana.

## Biografía
Estudió en el Instituto de las Artes de Seúl.
Es buena amiga de la actriz Park Min-young.

## Carrera
Es miembro de la agencia AND Entertainment.
Ha participado en series de televisión, como Jealousy Incarnate (2016), y 1% of Anything (2016).
En abril del 2019 se unió al elenco recurrente de la serie Her Private Life, donde dio vida a Lee Sun-joo, la mejor amiga de Sung Duk-mi (Park Min-young) y la dueña de la cafetería dentro del museo de arte donde Duk-mi trabaja, hasta el final de la serie el 30 de mayo del mismo año.

## Filmografía

### Series de televisión
| Año     | Título                                 | Personaje                 | Red           | Papel                               | Ref.          |
| ------- | -------------------------------------- | ------------------------- | ------------- | ----------------------------------- | ------------- |
| 2011-12 | High Kick: Revenge of the Short Legged | Hong Bo-hee               | MBC           |                                     |               |
| 2012    | Operation Proposal                     | Jo Jin-joo                | TV Chosun     |                                     |               |
| 2013    | Thorn Flower                           | Park Nam-hee              | JTBC          |                                     |               |
| 2013    | The Memory in My Old Wallet            | Amiga de Soo-A            | KBS2          |                                     |               |
| 2013    | Waiting For Love                       | Seo Do-kyung              | KBS2          |                                     |               |
| 2013-14 | Ruby Ring                              | Go So-young               | KBS2          |                                     |               |
| 2014    | Bride of the Century                   | Oh Jin-joo                | TV Chosun     |                                     |               |
| 2014    | Her Lovely Heels                       | Lee Soo-young             | SBS Plus      |                                     |               |
| 2014    | Wife Scandal – The Wind Blows          |                           | TV Chosun     |                                     |               |
| 2014    | Angel Eyes                             | Kim Yoon-jeong            | SBS           |                                     |               |
| 2014    | Only Love                              | Amiga de Saet-byul        | SBS           | Cameo                               |               |
| 2014    | Modern Farmer                          | Han Sang-eun              | SBS           |                                     |               |
| 2015    | La familia viene                       | Park Jin-joo              | SBS           | Cameo                               |               |
| 2015    | The Girl Who Sees Smells               | Ma Ae-ri                  | SBS           |                                     |               |
| 2015    | My Unfortunate Boyfriend               | Mal-sook                  | MBC Drama Net |                                     |               |
| 2015    | Yumi's Room                            | Heo Se-ji                 | O'live        |                                     |               |
| 2015    | My Fantastic Funeral                   | Na-rae                    | SBS           |                                     |               |
| 2015    | Love Detective Sherlock K              | Jin-joo                   | Naver TV Cast |                                     |               |
| 2016    | Webtoon Hero Toondra Show S2           | Hwang Deok-jeong          | MBC Every 1   | ("The Texts of the Joseon Dynasty") |               |
| 2016    | Spark                                  | Yang Jin-soon             | Naver TV Cast |                                     |               |
| 2016    | Vampire Detective                      | Miembro de la Radio       | OCN           | Cameo, ep. 2                        |               |
| 2016    | Dramaworld                             | Park Jin-joo              | Viki          | Cameo, ep. 1                        |               |
| 2016    | Celos encarnados                       | Enfermera Oh              | SBS           |                                     |               |
| 2016    | 1% of Anything                         | Han Yoo-kyung             | ko            |                                     |               |
| 2016    | The Legend of the Blue Sea             | Enfermera                 | SBS           | Cameo, ep. 5                        |               |
| 2016    | Click Your Heart                       | Profesora en "Neoz High"  | Naver TV Cast |                                     |               |
| 2016-17 | The Gentlemen of Wolgyesu Tailor Shop  | vendedora en la cafetería | KBS2          | Cameo                               |               |
| 2017    | Super Family 2017                      | Tutora de Na Ik-hee       | SBS           |                                     |               |
| 2017    | Reunited Worlds                        | Hong Jin-joo              | SBS           |                                     |               |
| 2017    | While You Were Sleeping                | Moon Hyang-mi             | SBS           |                                     |               |
| 2017    | Two Cops                               | Enfermera Song Kyung-mi   | MBC           |                                     |               |
| 2019    | Her Private Life                       | Lee Sun-joo               | tvN           |                                     |               |
| 2019    | Hotel Del Luna                         | Gyeong Ah                 | tvN           | Aparición especial, ep. 8           |               |
| 2020    | La novata de la calle                  | Estudiante                | SBS           | Aparición especial, ep. 1           | [ 10 ]        |
| 2020    | It's Okay to Not Be Okay               | Yoo Seung-jae             | tvN           | Secundario                          |               |
| 2021    | Amor en la ciudad                      | Ra-Ra                     | KakaoTV       | Ep.1, 3, 4, 12                      |               |
| 2021-22 | Our Beloved Summer                     | Lee Sol-i                 | SBS           |                                     |               |
| 2022    | If You Wish Upon Me                    | Se-hee                    | KBS2          |                                     | [ 11 ]        |
| 2023    | My Dearest                             | Granjera                  | MBC           | Aparición especial, ep. 12          | [ 12 ]        |
| 2023-24 | Tell Me That You Love Me               | Oh Ji-yu                  | Genie TV/ENA  |                                     | [ 13 ] [ 14 ] |
| 2025    | Si las estrellas hablaran              | Periodista                | tvN           | Aparición especial                  | [ 15 ]        |

### Cine
| Año  | Título                       | Papel                             | Ref.                 |
| ---- | ---------------------------- | --------------------------------- | -------------------- |
| 2011 | Sunny                        | Hwang Jin-hee en 1980             |                      |
| 2012 | The Sleepless                | Park In-jeong                     |                      |
| 2013 | Koala                        | Han Woo-ri                        |                      |
| 2014 | Plan Man                     | Eun-ha                            |                      |
| 2015 | My Sister, the Pig Lady      | Mi-ja                             |                      |
| 2017 | Uhm Bok-dong                 |                                   |                      |
| 2018 | Swing Kids                   |                                   |                      |
| 2018 | Default (Sovereign Default]) | Kang Yoon-joo                     | [ 17 ] [ 18 ] [ 19 ] |
| 2018 | Marital Harmony              | Ok-hee                            |                      |
| 2019 | The Divine Fury              | Repartidora del restaurante chino |                      |
| 2019 | Race to Freedom: Um Bok Dong |                                   |                      |
| 2022 | Honest Candidate 2           |                                   | [ 20 ] [ 21 ]        |
| 2022 | Hero                         | Ma Jin-joo                        | [ 22 ]               |

### Espectáculos de variedades
| Año        | Título                       | Red     | Notas |
| ---------- | ---------------------------- | ------- | --- |
| 2011       | Live Talk Show Taxi          | tvN     | invitada (el episodio 200) |
| 2013       | Mamma Mia                    | KBS2    | Invitada (episodios 31-34) |
| 2016       | Felices Juntos – Temporada 3 | KBS2    | Invitada (episodio 474) |
| 2016       | Vivo Solo                    | MBC     | Invitada (episodio 181) |
| 2016       | Get It Beauty                | OnStyle | Invitada como "Talking Mirror" (episodio 38) |
| 2017       | Running Man                  | SBS     | Invitada (episodio 343) |
| 2017       | Radio Star                   | MBC     | Invitada (episodio 536) |
| 2016, 2018 | King of Mask Singer          | MBC     | Ep. "King of Mask Singer – "The Winners" "Concursante como "'Rain Is Falling From The Sky' Poncho Girl" (episodios 81-82) Panel (episodios 85-86) |
| 2019       | Busted! 2                    | Netflix | ep. #2 - Invitada |

## Premios y nominaciones
| Año  | Premio            | Categoría                                                      | Destinatario       | Resultado | Ref.   |
| ---- | ----------------- | -------------------------------------------------------------- | ------------------ | --------- | ------ |
| 2017 | SBS Drama         | Mejor Actriz de Reparto                                        | Reunited Worlds    | Ganadora  | [ 24 ] |
| 2021 | SBS Drama         | Excellence Award, Actress in a Miniseries Romance/Comedy Drama | Our Beloved Summer | Nominada  |        |
| 2022 | MBC Entertainment | Mejor novata en la categoría de variedades                     | Hangout con Yoo    | Ganadora  | [ 25 ] |
| 2023 | Director's Cut    | Mejor actriz revelación de cine                                | Hero               | Nominada  | [ 26 ] |